# Pîsarenkî, Reșetîlivka
Pîsarenkî (în ucraineană Писаренки) este un sat în comuna Jovtneve din raionul Reșetîlivka, regiunea Poltava, Ucraina.

## Demografie
Componența lingvistică a localității Pîsarenkî
     Ucraineană (94,44%)
     Rusă (5,56%)
Conform recensământului din 2001, majoritatea populației localității Pîsarenkî era vorbitoare de ucraineană (94,44%), existând în minoritate și vorbitori de rusă (5,56%).